# Кулпеппер
Кулпеппер (Да́рвин) (исп. Isla Darwin, Culpepper) — остров в архипелаге Галапагос в Тихом океане, названный в честь знаменитого британского натуралиста Чарлза Дарвина. Расположен на севере. На этом маленьком необитаемом острове площадью немного более одного квадратного километра живут многочисленные тюлени, морские игуаны, морские черепахи, а также разнообразные виды птиц.